# 郑晶莹
郑晶莹（1925年5月—2008年12月14日），原名郑秀月，台中州彰化郡和美庄七張犁庄（今彰化縣和美鎮）人，祖籍台灣府鳳山縣（高雄市鳳山區），中华人民共和国政治人物，台湾民主自治同盟总部理事会原理事，第六、七、八届全国政协委员。

## 家庭
弟弟郑鸿池、郑鸿溪。